# 橋頭堡

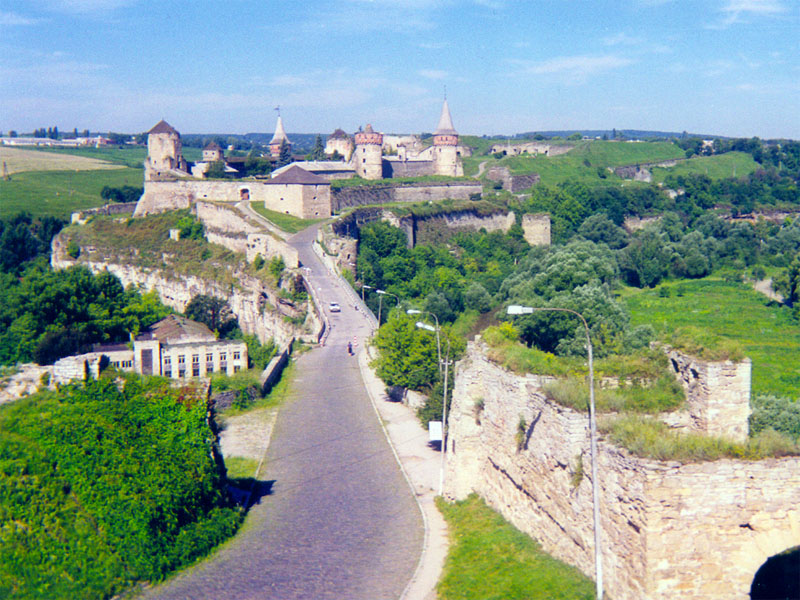
ウクライナの要塞カミャネツ・ポジリスキー

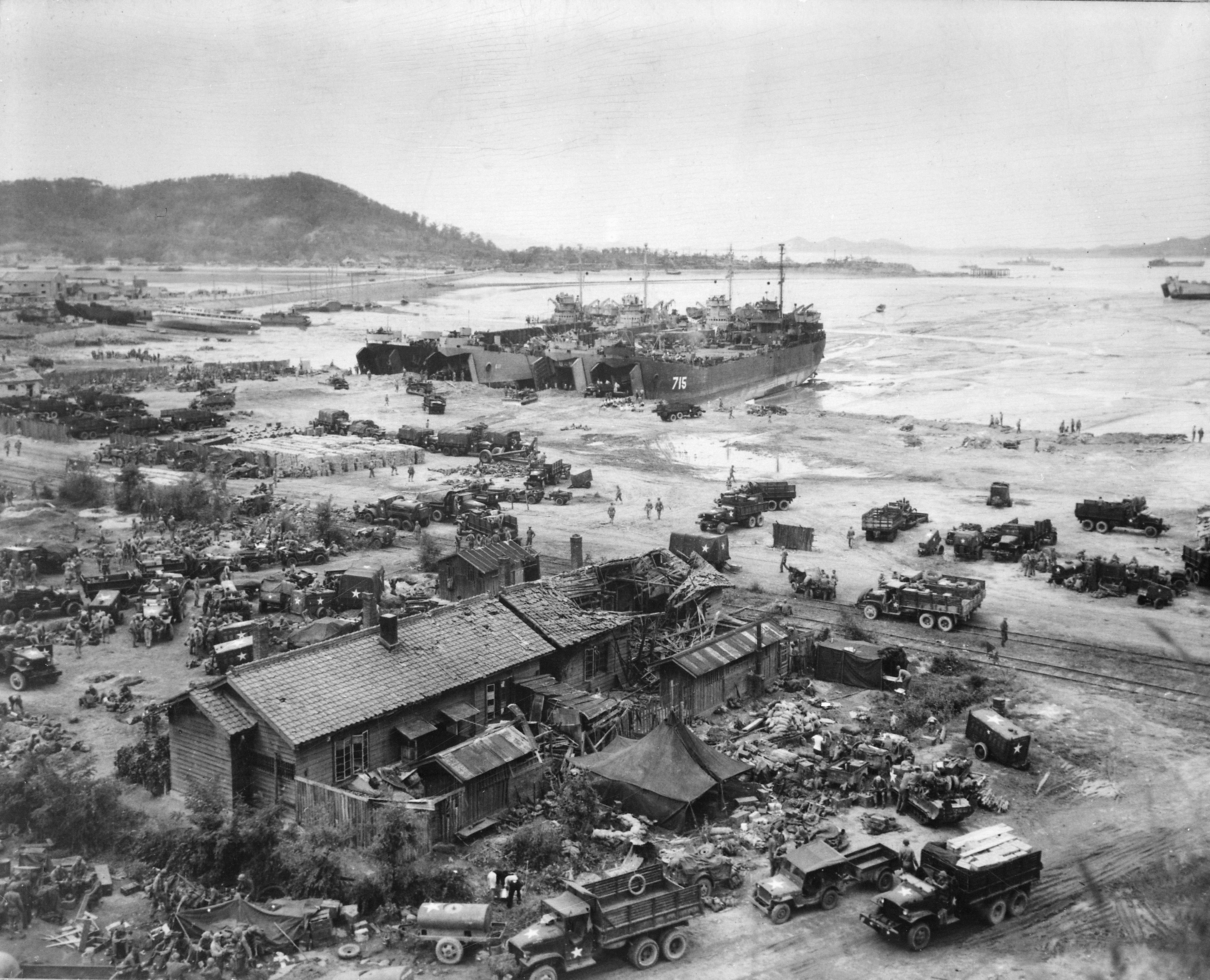
仁川に上陸するアメリカ軍

橋頭堡（きょうとうほ）は、不利な地理的条件での戦闘を有利に運ぶための前進拠点であり、本来の意味では橋の対岸を守るための砦のことである。拠点の種類に応じて、更に（狭義の）橋頭堡（Bridgehead 渡河点に構築するもの）、海岸堡（Beachhead。上陸戦時に海岸に構築するもの）、空挺堡（airhead。空挺降下作戦時に降下点に構築するもの）に分類される。
「堡」が常用漢字外の字であるため、同音の字で書き換えて橋頭保と表記することもある。

## 用例
橋を防衛する拠点
物資輸送路などを戦略上の必要性から継続的に維持する必要がある場合に、経路の要所は防護しておかねばならない。もし橋のような一極集中する場所を経由して物資輸送をおこなっている場合は、その橋を防護しなければ、前線部隊は敗走を余儀なくされるかもしれない。敵の破壊工作（爆破・放火・爆砲撃など）に対処するための防衛施設として「橋を守る砦=橋頭堡」が設置される。橋頭堡が築かれた最古のものの1つは、ローマ帝国がゲルマン民族に対する防衛線（リメス）の一部として、ライン川に架橋した橋の防衛拠点であろう。ライン川を天然の防壁とする一方でその彼岸数キロを荒撫地とし、敵の接近や侵入に対して迎撃するための出動拠点として、橋の彼岸に構築された防砦が典型的な橋頭堡である。
戦略上の橋頭堡
更に大規模な例として、たとえば過去、米国は英国の港湾/飛行場を利用しなければノルマンディー上陸作戦のような、欧州への大規模な展開は不可能であった。また、日本の港湾/飛行場を利用しなければ仁川上陸作戦のような、朝鮮半島への大規模な展開は不可能であった。つまり、英国は大西洋を挟んで米国の橋頭堡の役割を果たし、日韓は太平洋を挟んで対共産（ソ・中）戦略の橋頭堡の役割を果たした。
戦術上の橋頭堡
兵站（ロジスティックス）を確保する上において、前線に最も近い要衝となる重要地点を防護する設備を指す。戦線にもっとも近い防衛施設、補給点。一方、後方で敵の勢力が十分に排除された兵站拠点は橋頭堡とは呼ばれない。
上陸作戦などを行って敵地奥深く進攻する場合などにおいて、まず敵地内に何らかの活動拠点が無ければ、この戦術作戦の実働部隊は補給経路や退路を持たない事になり、その結果は得てして悲惨な事になる。これらの事態を防ぐために設けられる「敵地内に真っ先に確保される地域・拠点」が橋頭堡と呼ばれる。輸送や補給は、この確保された場所を介して行う。
現代の正規戦では、長射程射撃や精密爆撃・誘導弾などの兵器技術により橋頭堡は無力化されやすい傾向にあるが、小規模部隊による戦闘や対ゲリラ・民兵などとの不正規戦においては依然として橋頭堡および補給経路の確保は重要な戦術行動である。
現代では、敵の火砲の射程が仮に15kmならば、拠点から15km以内の敵火砲を駆逐しないと誘導砲弾・ミサイルなどで攻撃される恐れがある。また、空襲などにより重要拠点が爆破される可能性もあるため、防空設備の充実や制空権の支配も重要である。港湾や水域に接する地点では、敵水上艇の接近による砲撃などを想定して制海権の確保が必要である。このため侵攻・奇襲作戦においては飽和攻撃により一定の緩衝帯を確保した上で橋頭堡を構築することが多い。橋頭堡は敵の火砲やミサイルの火力が自軍の交通の枢要点におよばないように十分な安全が確保されるまでの最前線基地であり、物資の輸送や兵員の交代は橋頭堡を介して行う。
経済上の橋頭堡
国際経済の上で、他国の市場に参入する場合、現地支社などが設置される。これは、経済上の橋頭堡である。
保安上の橋頭堡
コンピュータセキュリティ上の問題として、きちんと設定された強固なファイアウォールや、ウイルス添付メールはチェックするメールサーバなどのある、正しく外部との通信を取り行う事が可能な、メンテナンスが行き届いたLANは、ネットワーク外部からの侵入は非常に困難を極め、コンピュータウイルスが外部から侵入してくる事は稀である。しかし、内部のLANに不注意なユーザーが、自宅から持ってきたようなウイルスに感染したノートパソコンを繋いだ日には、LAN全体がウイルスで汚染される事もある。この場合において、不注意なユーザーの持ち込んだノートパソコンは、コンピュータウイルスにとっての橋頭堡である。

## ロッジ (lodge)
登山や山岳地帯での森林作業などで、補給や簡易宿泊、悪天候回避の目的として設置される設備をロッジ（lodge：山小屋）と呼ぶ。ロッジには目的に応じスキーロッジや狩猟ロッジなどがあり、本来は目標到達点（頂上）への経路確保や作業のための補給基地の役割を担っているものであったが、今日では自然観光を売り物とした高級ロッジが多数建設されている。